# Torre delle Ore
Torre delle Ore eller Torre dell'Orologio er et klokketårn der ligger på Via Fillungo det centrale Lucca i Toscana, Italien.
Tårnet er placeret tæt ved et andet berømt tårn i byen kaldet Torre Guinigi.

## Historie
I middelalderen blev der opført en lang række tårne, ofte i forbindelse med private paladser, i Lucca, som prestigeprojekter og til beskyttelse af byens rige borgere. I 1300 tallet blev Torre delle Ore overtaget af bystyret og i 1390 besluttede man at installere et ur i tårnet. I 1752 bestilte man Simon Lois Simon til at lave et nyt urværk. 
Tårnet er åbent for offentligheden.